# Gudmuntorps distrikt
Gudmuntorps distrikt är ett distrikt i Höörs kommun och Skåne län. 
Distriktet ligger söder om Höör. 

## Tidigare administrativ tillhörighet
Distriktet inrättades 2016 och utgörs av en del av området Höörs köping omfattade till 1971, delen som före 1969 utgjorde Gudmuntorps socken.
Området motsvarar den omfattning Gudmuntorps församling hade vid årsskiftet 1999/2000.